# Isachne distichophylla
Isachne distichophylla är en gräsart som beskrevs av William Munro och Wilhelm B. Hillebrand. Isachne distichophylla ingår i släktet Isachne och familjen gräs. Inga underarter finns listade i Catalogue of Life.